# Niels E. Nielsen
Niels Erik Nielsen (13. februar 1924 i Sigerslev på Stevns – død 9. november 1993) var en dansk forfatter med speciale i fremtidsromaner indenfor genren science fiction. Han var gift med forfatteren Dagmar Nielsen.

## Liv og karriere
Niels E. Nielsen blev født den 13. februar 1924 i Sigerslev i Store Heddinge Sogn, han var søn af tømrer Aage Christian Nielsen og Karen Nielsen.
Han skrev romaner. I modsætning til sin hustru Dagmar Nielsen var han ikke optaget af de nære menneskelige vilkår og relationer eller af nutiden. Et fællestræk for hans bøger er en fantasifuld fremstilling af mange forskellige fremtider.
Niels E. Nielsen debuterede i 1950 med Røde tåger, og kom på Finansloven i 1965 i form af legater fra Statens Kunstfond.
En del af hans tidlige noveller blev bragt i Dagens Nyheders søndagstillæg i 50erne illustreret af Tage Andersen, kendt for SF-tegneserien Willy på eventyr.
Indtil sin død skrev han stort set en bog om året, hvilket gav ham en stor læserskare.
Han var en af de få danske science fiction-forfattere.
Romanerne er fiktion og attituden er satirisk. Fortælleren er alvidende og fremstillingen er panoramisk. Fortællingerne foregår ofte efter 'løgmetoden', hvor man langsomt lærer mere og mere. Fortælleren er på tidsmæssig afstand fra de indledende katastrofer men når handlingen foregår, kender fortælleren ikke fremtiden.

Temaet er menneskers opførsel i modgang og motivet er modsætningerne individ-samfund, privilegerede-underprivilegerede og natur-kultur.
Hovedpersonerne er ofte antihelte, der må overvinde deres usselhed og samarbejde med eksistenser de ikke vidste fandtes, for at redde verden. Ofte har en enkelt overnaturlige evner, typisk kvinderne.
Thoriumreaktorer og krystamatiske halvtænkere indgår ofte på rollelisten.
Mange af Nielsens romaner har sammenlignelige elementer og strukturer. Oftest centrerer handlingen sig om en hovedperson af hankøn, der i et civilisationssammenbrud eller lignende gennemfører en rejse, under hvilken han undergår en transformation, katalyseret af oplevelser og erkendelser undervejs. Typisk indgår en kvindelig bifigur, hvis rolle er at holde hovedpersonen på et menneskeligt spor, således at han ikke degenererer enten til barbari eller på anden måde forlader vejen mod målet. Dette mål er undertiden dunkelt, undertiden et uopnåeligt ideal for hovedpersonen. Næsten altid udløses handlingen i Nielsens romaner i et afsluttende drama, hvor en eller flere gennemgående bipersoner dør (sml. "To Sole Stod Op", hvor hunden, der har fulgt ham, bliver slået ihjel, "Sejrherrerne", hvor kvinden, han forelsker sig i, dør i det afgørende slag, "Troldmandens Sværd", hvor Major Tommeltot dør for hovedpersonens egen hånd, samt "Kains Arv", hvor hovedpersonen en for en mister sine kampfæller). Slutdramaet bringer sjældent hovedpersonen fred; tværtom står han oftest overfor endnu en rejse, denne gang ind i det usikre ukendte, hvor romanen slutter.
Endelig bør det bemærkes, at Nielsen gør en stor dyd ud af at levendegøre bifigurer, som han derefter lader dø. Disse dødsfald er aldrig umotiverede, men finder sted for at afstedkomme tanker og erkendelser hos hovedpersonen på dennes erkendelsesrejse.

## Verdens Undergang
Vores stakkels verden gik under i mange Niels E. Nielsen-romaner (fed skrift i tabellen).

I begyndelsen af 1950’erne anlagde militæret en missilbase på Stevns. Da Niels E. Nielsen var nabo til disse raketter, har det sikkert sat gang i tankerne hos ham. Otte af hans romaner er koldkrigsromaner, og som medlem af Hjemmeværnet skrev han mange kronikker i Hjemmeværnsbladet.
Efter miljøbevidstheden sætter ind i 1970'erne, tilføjer Niels E. Nielsen miljøkatastrofer til sine romaner. De viser nogle worst-case-scenarios fra ozonlag til gensplejsning.
| Titel                    | År   | Forlag               | Genre                                                                 |
| ------------------------ | ---- | -------------------- | --------------------------------------------------------------------- |
| Røde Taager              | 1950 | Gyldendal            |                                                                       |
| Der Meldes Fra Sahara    | 1953 | Hasselbalchs         | Science Fiction i 1978                                                |
| Lykkens Smed             | 1953 | Hasselbalchs         | alm. roman                                                            |
| Det Tordner Fra Bjergene | 1954 | Hasselbalchs         | Science Fiction                                                       |
| Kundskabens Træ          | 1955 | Hasselbalchs         | 3. Verdenskrig i 1979                                                 |
| Dagen Med Smil Og Tårer  | 1956 | Hasselbalchs         | alm. roman                                                            |
| Foran Fremtidens Tærskel | 1957 | Skrifola             | Science Fiction                                                       |
| Ingen Er Alene           | 1957 | Hasselbalchs         | alm. roman                                                            |
| Sjællands Gyldne Agre    | 1958 | Hasselbalchs         | Hjemstavnsnoveller                                                    |
| Møllen Ved Havet         | 1959 | Hasselbalchs         | alm. roman                                                            |
| Titel                    | År   | Forlag               | Genre                                                                 |
| Byen Der Ikke Adlød      | 1960 | Hasselbalchs         | Science Fiction                                                       |
| Torden Og Grønne Skove   | 1961 | Hasselbalchs         | alm. noveller                                                         |
| To Sole Stod Op          | 1961 | Hasselbalchs         | 3. Verdenskrig i 1977                                                 |
| Under Vejrhanen          | 1962 | Hasselbalchs         | alm. noveller                                                         |
| Narrens Drøm             | 1963 | Hasselbalchs         | 3. Verdenskrig i 1969                                                 |
| Havet Har Intet Skjul    | 1963 | Hasselbalchs         | Havroman                                                              |
| Noget Rigtigt Tosset     | 1964 | Hasselbalchs         | Science Fiction                                                       |
| Landet De Ikke Kendte    | 1965 | Hasselbalchs         | alm. roman                                                            |
| Afrikas Kilder           | 1966 | Hasselbalchs         | alm. roman                                                            |
| Troldmandens Sværd       | 1967 | Hasselbalchs         | Science Fiction                                                       |
| Titel                    | År   | Forlag               | Genre                                                                 |
| Vagabondernes Planet     | 1970 | Hasselbalchs         | Verdens befolkning lever som evige nomader bag rattet (år 2045)       |
| Herskerne                | 1970 | Hasselbalchs         | Science Fiction                                                       |
| By I Flammer             | 1971 | Gyldendal            | Jordskælvsroman                                                       |
| Gudernes By              | 1972 | Stig Vendelkær       | Science Fiction                                                       |
| Vogteren                 | 1974 | Stig Vendelkær       | Science Fiction i 1980'erne                                           |
| Fæstningen I Havet       | 1975 | Vinten               | 3. Verdenskrig i 1985                                                 |
| Skyggen Fra Sirius       | 1975 | Irlov-Regulus        | Science Fiction i 2026                                                |
| Hinsides Bjergene        | 1976 | Irlov-Regulus        | Science Fiction                                                       |
| Akerons Porte            | 1976 | Vinten               | Ny istid                                                              |
| Gæsten Fra Stjernerne    | 1977 | Vinten               | Biologiske masseødelæggelsesvåben                                     |
| Lilleputternes Oprør     | 1978 | Vinten               | 3. Verdenskrig i 1991                                                 |
| Kains Arv                | 1979 | Vinten               | Fort Europa bekæmper immigration militært                             |
| Titel                    | År   | Forlag               | Genre                                                                 |
| Krigen På Karafal        | 1981 | Vinten               | Om 500 overlevende jordboere ankommet til en fremmed planet (år 2040) |
| Stjernen Der Dansede     | 1982 | Vinten               | Ozonmangel i 2002                                                     |
| Askens Konge             | 1982 | Hernov               | I 2012, hvor menneskeheden jages af HAK'er (Human Automatic Killers)  |
| Mørk Stormflod           | 1983 | Hernov               | Skovdød i 2002-12                                                     |
| Drømmerne Fra Avalon     | 1984 | Hernov               | Post-klimaskift i 2050                                                |
| Gensyn med Sirius        | 1984 | International Grafik | Science Fiction                                                       |
| I Sværdenes Skygge       | 1985 | Hernov               | 3. Verdenskrig i 1999                                                 |
| Skyggekrigen             | 1986 | Hernov               | Danmark i 1992                                                        |
| Awang Dybets Vulkaner    | 1987 | Hernov               | 3. Verdenskrig i 1997                                                 |
| Raslen Med Nøgler        | 1988 | Hernov               | Katastrofal gensplejsning i 1996                                      |
| Gartnerne Fra Orion      | 1989 | Hernov               | ET-livsformer i 2009                                                  |
| Titel                    | År   | Forlag               | Genre                                                                 |
| Da Gaia Tav              | 1990 | Hernov               | Miljøkrise i 2038                                                     |
| Sejrherrerne             | 1991 | Hernov               | Udvandring i 2384                                                     |
| Da Fiskerne Lo           | 1992 | Hernov               | Bibelsk roman, jesu tid                                               |
| Redningsekspeditionen    | 1994 | Hernov               | Post-økologisk sammenbrud i 2385                                      |

## Udgivet posthumt
| Titel           | År   | Forlag                  | Genre                           |
| --------------- | ---- | ----------------------- | ------------------------------- |
| Weekend på Mars | 2011 | Science Fiction Cirklen | Science fiction-noveller bind 1 |
| Klode til salg  | 2011 | Science Fiction Cirklen | Science fiction-noveller bind 2 |
| Den beske magt  | 2015 | Science Fiction Cirklen | Roman afvist i 1952 og 1956     |